# Залізниця Ван — Тебриз
Залізниця Ван — Тебриз (тур. Van-Sufian demiryolu, перс. راه آهن وان-صوفيان) — сполучає Турецьку залізницю (TCDD) з Іранською залізницею.

## Опис
Залізниця є одноколійною, завдовжки 377,7 км має стандартну колію, яка використовується як стандарт в обох країнах. Вся залізниця була відкрита в 1971 р. Між Тебризом і Суфіаном використовується залізниця Тебриз — Джульфа, яка існує з 1916 р., і між Суфіаном і Шараф-Шанеч, 53 км залізничною лінією Тебриз — Джульфа, яка також існувала на той час. Від станції Вану курсує залізничний пором до станції Татван-Іскєле, кінцевої точки залізниці Елазинь — Татван, що була відкрита в 1964 році. Прикордонними станціями є Капікей (Туреччина, км 114) та Разі (Іран, км 120).

## Трафік
На кінець 2010-х через економічні санкції проти Ірану вантажні перевезення по маршруту є слабкими [5], але пасажиропотік був обмежений декількома поїздами на тиждень, навіть у найкращі часи. Потяг Trans Asya курсував між Стамбул-Гайдарпаша і Тегераном. та Tahran Şam Ekspresi між Тебризом і Дамаском.
15 січня 2018 року на озері Ван було введено в експлуатацію новий пором на маршруті Татван - Ван. Sultan Alparslan — залізничний пором, завдовжки 136,5 м і завширшки 24 м. 50 вантажних вагонів максимальною вагою 3875 тонн можна пересувати одночасно на чотирьох паралельних коліях довжиною 125 м. Sultan Alparslan — найбільший пором Туреччини. Крім того, може одночасно перевозити 350 мандрівників. Пором був побудований у доках на озері Ван. [6] Другий пором був введений в експлуатацію в 2018 році. Старі пороми мали потужність лише 500 тонн і 8-12 вагонів..
16 червня 2018 року пасажирські перевезення між Ваном та Тебрізом відновились після трирічної перерви. Поїзд курсує раз на тиждень.